# 拉基玛瓦县

所在位置

拉基玛瓦县(乌尔都语: لکی مروت)，巴基斯坦开伯尔－普赫图赫瓦省所辖的一个县。1992年7月析置自本努县。总面积3,164平方公里，总人口490,025(1998)。县治位于拉基玛瓦。

## 行政区划
拉基玛瓦县分为157个街区。